# Юго-Александровка
Ю́го-Алекса́ндровка (рос. Юго-Александровка) — селище у складі Кемеровського округу Кемеровської області, Росія.

## Населення
Населення — 9 осіб (2010; 9 у 2002).
Національний склад (станом на 2002 рік):
- росіяни — 78 %